# Francis Bazire
Francis Augustin Bazire (Écalles-Alix, 17 de abril de 1939) é um ex-ciclista francês. Bazire conquistou uma medalha de prata na prova de estrada amador no Campeonato Mundial da UCI em 1963. Competiu nos Jogos Olímpicos de Verão de 1964 em Tóquio e terminou em 53º lugar na mesma prova.